# Holcoponera andina
Holcoponera andina (лат.) — вид примитивных тропических муравьёв рода Holcoponera из подсемейства Ectatomminae (ранее в составе Gnamptogenys).

## Распространение
Встречаются в джунглях Южной Америки (Эквадор, Колумбия).

## Описание
Длина тела около 5 мм. От близких видов отличается редким опушением скапуса усиков и наличием на нём 5 и более отстоящих волосков. Длина головы (HL) от 1,02 до 1,08 мм; ширина головы (HW) от 0,82 до 0,94 мм; длина скапуса (SL) от 0,86 до 0,92 мм; метанотальный шов отсутствует. Тело коричневато-чёрное. Стебелёк между грудкой и брюшком состоит из одного узловидного членика (петиоль). Голову и всё тело покрывают глубокие бороздки. Усики 12-члениковые. Глаза большие выпуклые. Челюсти субтреугольные с плоским базальным краем. Включён видовой комплекс strigata complex (в составе подгруппы strigata subgroup из видовой группы striatula species group). Видовое название происходит от имени места обнаружения типовой серии (Анды).
В 2022 году род Gnamptogenys был разделён на несколько (Alfaria + Gnamptogenys + Holcoponera + Poneracantha + Stictoponera) и данный вид перенесён в состав рода Holcoponera.